# Jardín Botánico de Auburn
El Jardín Botánico de Auburn (inglés: Auburn Botanical Gardens) es un jardín botánico y reserva de fauna amenazada, de unas 9,7 hectáreas de extensión, en Auburn, Australia.

## Localización e información
Planos y vistas satelitales. 33°51′31.54″S 151°1′2.38″E / -33.8587611, 151.0173278
El jardín botánico está abierto todos los días del año.

## Historia
El jardín botánico fue creado en el año 1977 y cubre un área de 9.7 hectáreas (24 acres).
Hay dos lagos, con una cascada y varios puentes. 
Los patos de río y los cisnes se encuentran en libertad en el jardín.
No hay ningún espacio de exhibición cubierto.

## Colecciones botánicas
El jardín botánico alberga las siguientes secciones : 
- Jardín japonés
- Reserva de Fauna amenazada
- Rosaleda
- Jardín de los olores
- Colección de plantas de la flora australiana
- Jardines de la selva de Australia

## Galería de imágenes

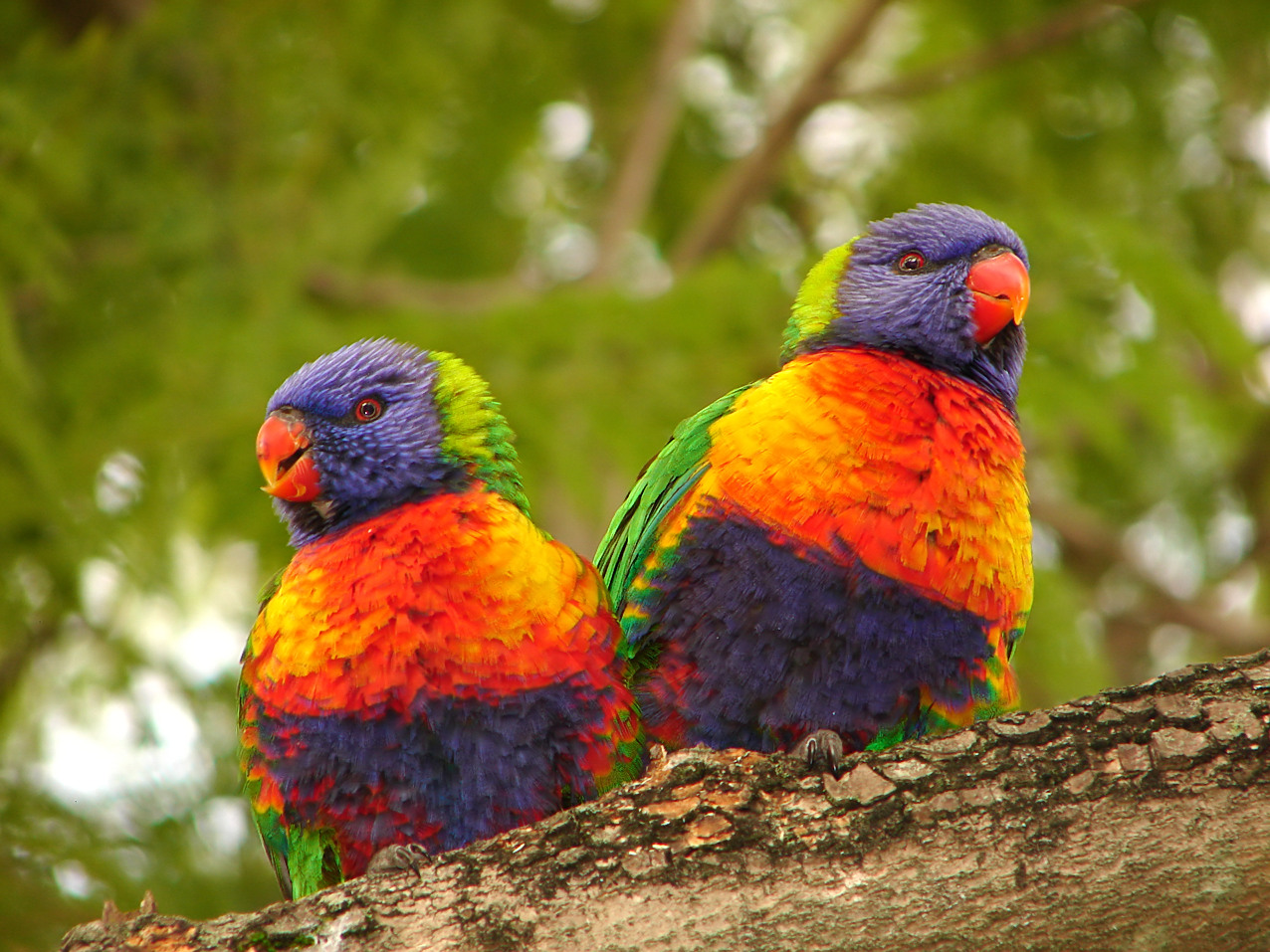
Loros arcoíris Trichoglossus haematodus
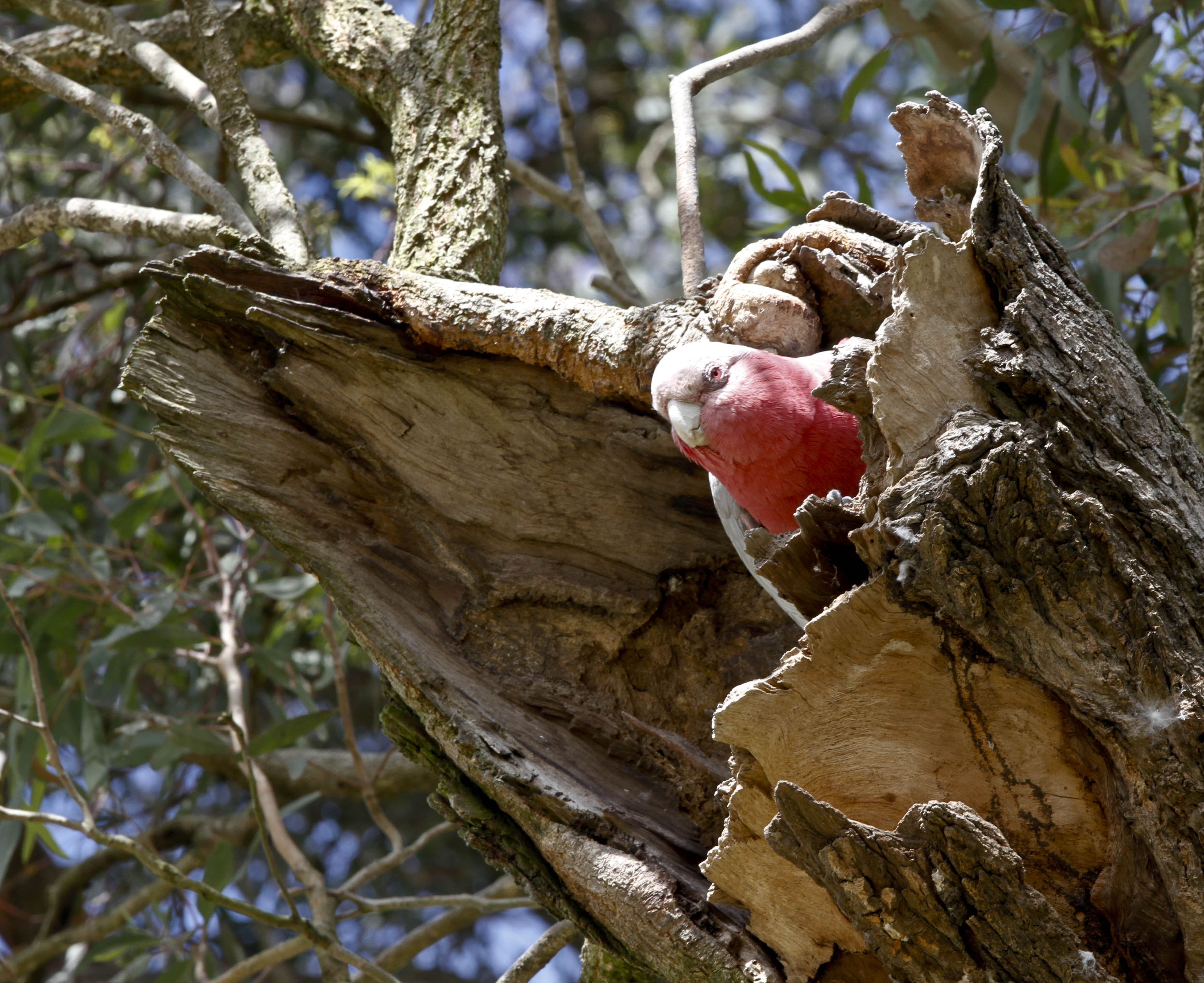
Un ejemplar de Eolophus roseicapilla
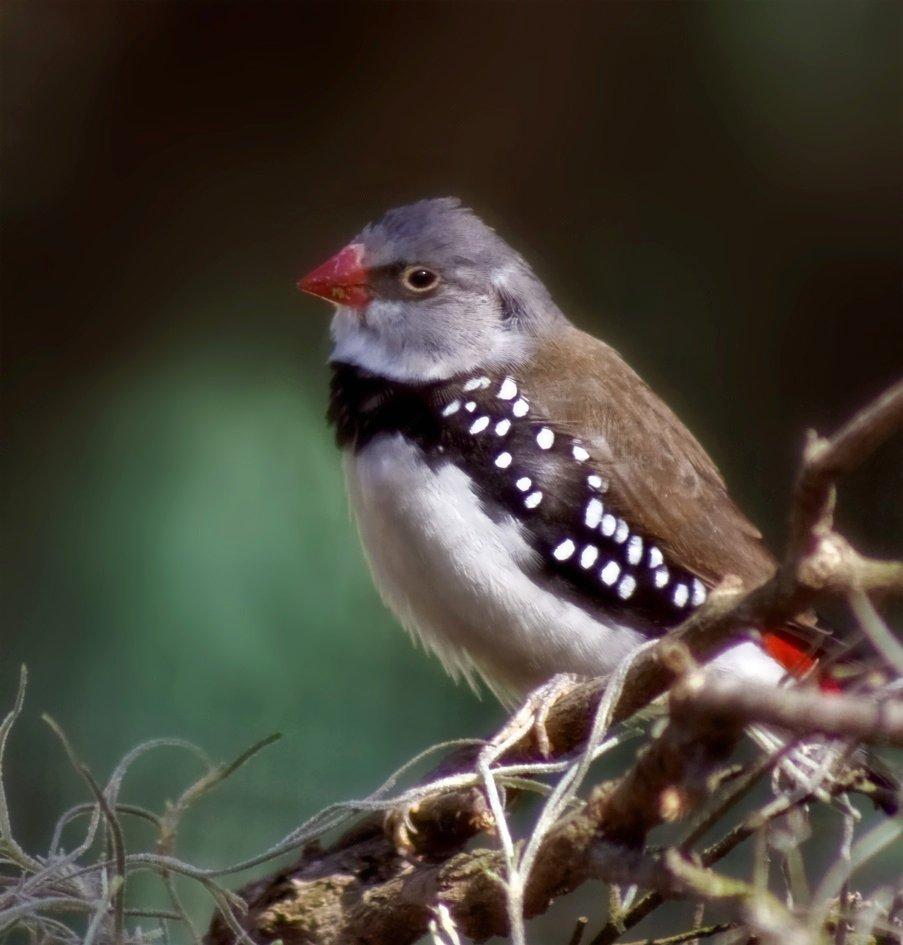
Stagonopleura guttata en el Auburn Botanical Gardens.
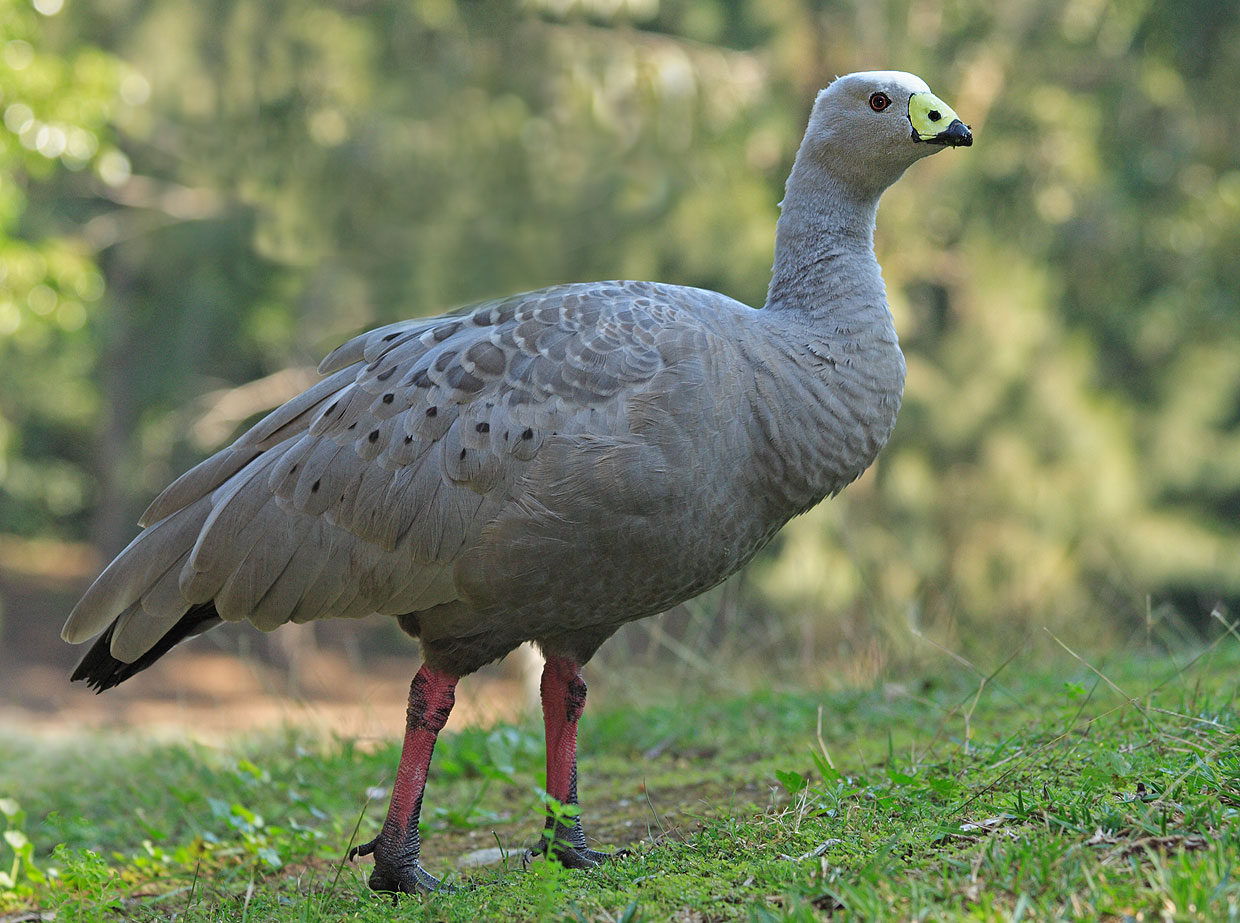
Un ejemplar de Cereopsis novaehollandiae en el "Auburn Botanical Gardens".